# Bam! Entertainment
Bam! Entertainment est un éditeur de jeux vidéo américain fondé en 1999 et basé à San José (Californie). Menacée de disparition en 2002, l'entreprise a été délistée du NASDAQ en 2004. Elle n'a depuis pas sorti de nouveau jeu.

## Ludographie
- A Sound of Thunder
- Les Chevaliers de Baphomet (version Game Boy Advance)
- Bujingai: The Forsaken City
- Carmen Sandiego: The Secret of the Stolen Drums
- Chase: Hollywood Stunt Driver
- Dexter's Laboratory: Chess Challenge
- Dexter's Laboratory: Deesaster Strikes!
- Dexter's Laboratory: Mandark's Lab?
- Dexter's Laboratory: Robot Rampage
- Driven
- Dropship: United Peace Force
- Ecks vs. Sever
- Ed, Edd n Eddy: Jawbreakers!
- Fire Pro Wrestling
- Fire Pro Wrestling 2
- Hot Potato!
- Ice Nine
- Jimmy White's 2: Cueball
- My Disney Kitchen
- The Powerpuff Girls: Bad Mojo Jojo
- The Powerpuff Girls: Chemical X-traction
- The Powerpuff Girls: Paint the Townsville Green
- The Powerpuff Girls: Relish Rampage
- Le Règne du feu
- Runabout 3 Neo Age
- Samurai Jack: The Amulet of Time
- Savage Skies
- Star X
- Transformers: Beast Wars Transmetals
- Wallace & Gromit in Project Zoo
- Way of the Samurai
- Wipeout Fusion
- Wolfenstein 3D
- World Rally Championship